# Werner Gilles
Werner Gilles (29. srpna 1894, Mönchengladbach, Německo - 23. června 1961, Essen, Německo) byl německý malíř. V roce 1937 byla jeho díla spolu s mnoha dalšími vystavena na výstavě Entartete Kunst v Mnichově.